# Districtul Berriane
Metlili este un district din provincia Ghardaïa, Algeria.